# Rood zijdekussentje
Het rood zijdekussentje (Dianema harveyi) is een fungoïde protista in de familie Dianematidae. Het groeit saprotroof op hout van loombomen en -struiken. Hij komt voor op rottend hout, meestal gevallen takken.

## Kenmerken
Vruchtlichamen zijn zittend en meten 0,5 tot 2,0 mm in diameter. Het peridium is dun, vliezig, okerkleurig tot dof rood of bruin. Capillitium bestaat uit gladde, strakke, dun gevorkte draden. Sporen zijn geel in bulk en bleekgeel bij doorvallend licht. De sporen zijn stekelig en meten 8 tot 10 µm in diameter. Het plasmodium is wit of roze.

## Verspreiding
Het rood zijdekussentje komt voor in Europa, Amerika (Nood, Midden en Zuid), enkele Aziatische landen en Nieuw-Zeeland. Het komt zeldzaam voor in Nederland.

## Vergelijkbare soorten
Dianema harveyi lijkt sterk op het grijsbruin zijdekussentje (Dianema depressum), maar deze heeft wrattige en geen netvormige sporen. Bovendien zijn de sporangia van eerstgenoemde meestal rood of bruin en van D. depressum beige tot grijsbruin.